# 赛塘水库
赛塘水库是中国广西壮族自治区梧州市苍梧县境内的一座水库，建于1958年。水库正常库容为368万立方米，集雨面积为8平方千米。